# قائمة أنهار القارة القطبية الجنوبية

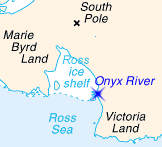
نهر العقيق

هذه قائمة أنهار القارة القطبية الجنوبية على الرغم من أن الأنهار تتم تسميتها بأسماء مختلفة، كالخور أو تيار، تلك الأنهارالمذكورة هي من الناحية الفنية كل تيارات المياه المذابة.

## جدول بالأنهار
| الاسم         | الموقع                                              | الوصف |
| ------------- | --------------------------------------------------- | --- |
| تيار آدامز    | 78°6′S 163°45′E / 78.100°S 163.750°E                | تيار من المياه الجليدية الذائبة بطول 800 متر. يتدفق من نهر آدامز الجليدي إلى بحيرة مايرز. سميت على اسم آدمز جلاسير. |
| جدول أيكن     | 77°36′S 163°17′E / 77.600°S 163.283°E               | تيار من المياه الجليدية الذائبة يجري في وادي تايلور وفيكتوريا لاند، يتدفق شمالًا من نهر جليدي غير مسمى غرب نهر ويلز الجليدي ثم غربًا إلى بحيرة فريكسيل. يبلغ طول هذا التيار 6 كيلومترات (4 أميال). أقترح الاسم من قبل عالمة الهيدرولوجيا ديان ماكنايت، قائدة فريق هيئة المساحة الجيولوجية الأمريكية الذي أجرى دراسات مستفيضة للهيدرولوجيا والكيمياء الجيولوجية للجداول والبرك في حوض بحيرة فريكسيل، 1987-1994. سمي على اسم عالم الهيدرولوجيا في هيئة المساحة الجيولوجية الأمريكية جورج آر أيكن وهو عضو في الفريق الميداني في ثلاثة مواسم صيفية، 1987-1991، الذي ساعد في إنشاء محطات قياس التيار على الجداول التي تتدفق إلى بحيرة فريكسيل في موسم 1990-1991. |
| نهر ألف       | 78°12′S 163°45′E / 78.200°S 163.750°E               | تيار من المياه الجليدية الذائبة |
| جدول لوسون    | 77°43′S 162°16′E / 77.717°S 162.267°E               | تيار من المياه الجليدية الذائبة بطول 400 متر يتدفق التيار إلى الجنوب الشرقي من الطرف الجنوبي الغربي لنهر الرون الجليدي إلى الركن الشمالي الغربي لبحيرة تشاد. سمي من قبل اللجنة الاستشارية للأسماء في القارة القطبية الجنوبية في عام 1996 على اسم ويندي جوليا لوسون قائدة بعثة درست العمليات الجليدية على نهر تايلور الجليدي خلال سنتي 1992 و1993. |
| نهر أونيكس    | 77°32′00″S 161°34′01″E / 77.5333°S 161.567°E        | تيار من المياه الجليدية الذائبة، وهو أيضًا أطول نهر في القارة القطبية الجنوبية يبلغ طوله 32 كم. |
| تيار بريسكو   | 77°39′S 162°45′E / 77.650°S 162.750°E               | تيار من المياه الجليدية الذائبة بطول 3.8 كيلومتر يتدفق التيار إلى الجنوب الغربي من الطرف الجنوبي الشرقي لنهر لاكروا الجليدي إلى الطرف الشمالي الشرقي من بحيرة بوني. سمي من قبل اللجنة الاستشارية للأسماء في القارة القطبية الجنوبية في عام 1996 على اسم جون سي بريسكو عالم البيئة في جامعة ولاية مونتانا؛ وباحث رئيسي منذ عام 1984 حول العديد من الدراسات حول أنظمة المياه العذبة والبحرية في منطقة ماكموردو ومؤلف العديد من الأوراق البحثية حول البيئة في هذه المنطقة؛ قاد أول رحلة استكشافية إلى وديان ماكموردو الجافة. |
| جدول ريزوفسكي | 62°38′28″S 60°21′57″W / 62.64111°S 60.36583°W       | تيار من المياه الجليدية الذائبة يبلغ طوله 500 متر يتدفق من المنحدر الشمالي الغربي لهضبة البلقان الثلجية. سمي في 29 أكتوبر 1996 بعد على اسم نهر ريزوفسكا في جنوب شرق بلغاريا. |
| تيار سوركو    | 77°25′S 163°44′E / 77.417°S 163.733°E               | تيار من المياه الجليدية الذائبة جنوب نقطة النايس ب1.6 كم (1 ميل) على ساحل فيكتوريا لاند. يتدفق من ويلسون بيدمونت الجليدي شرقًا إلى أرنولد كوف. درس التيار روبرت ل. نيكولز بموجب عقد مع البحرية الأمريكية في موسم 1960–1961. قام نيكولز بتسميته على اسم الملازم ألكسندر سوركو الرجل الثاني في قيادة فرقة البحرية التي عملت في مدرج هبوط الطائرات بالقرب من شمال هذا التيار. |
| جدول جيمي     | 63°51′42.6″S 57°57′37.6″W / 63.861833°S 57.960444°W | تيار من المياه الجليدية الذائبة في سهل أبرنيثي في جزيرة جيمس روس. قاس كوبر ميلمان في أبريل 2014 طول روافد النهر ليصل إلى نتيجة 10.3 كيلومترًا وهي ثاني أطول روافد في القارة. الرافد الذي قاسه ميلمان يمر عبر بركة كبيرة غير مسماة. |